# Duozhu
Duozhu (kinesiska: 多祝) är en köping i sydöstra Kina. Den ligger i Huidong härad i staden Huizhou i provinsen Guangdong, omkring 170 kilometer öster om provinshuvudstaden Guangzhou. Antalet invånare är 63 039. Befolkningen består av 31 383 kvinnor och 31 656 män. Barn under 15 år utgör 24,0 %, vuxna 15-64 år 64 %, och äldre över 65 år 10,0 %.